# Amerikai whisky

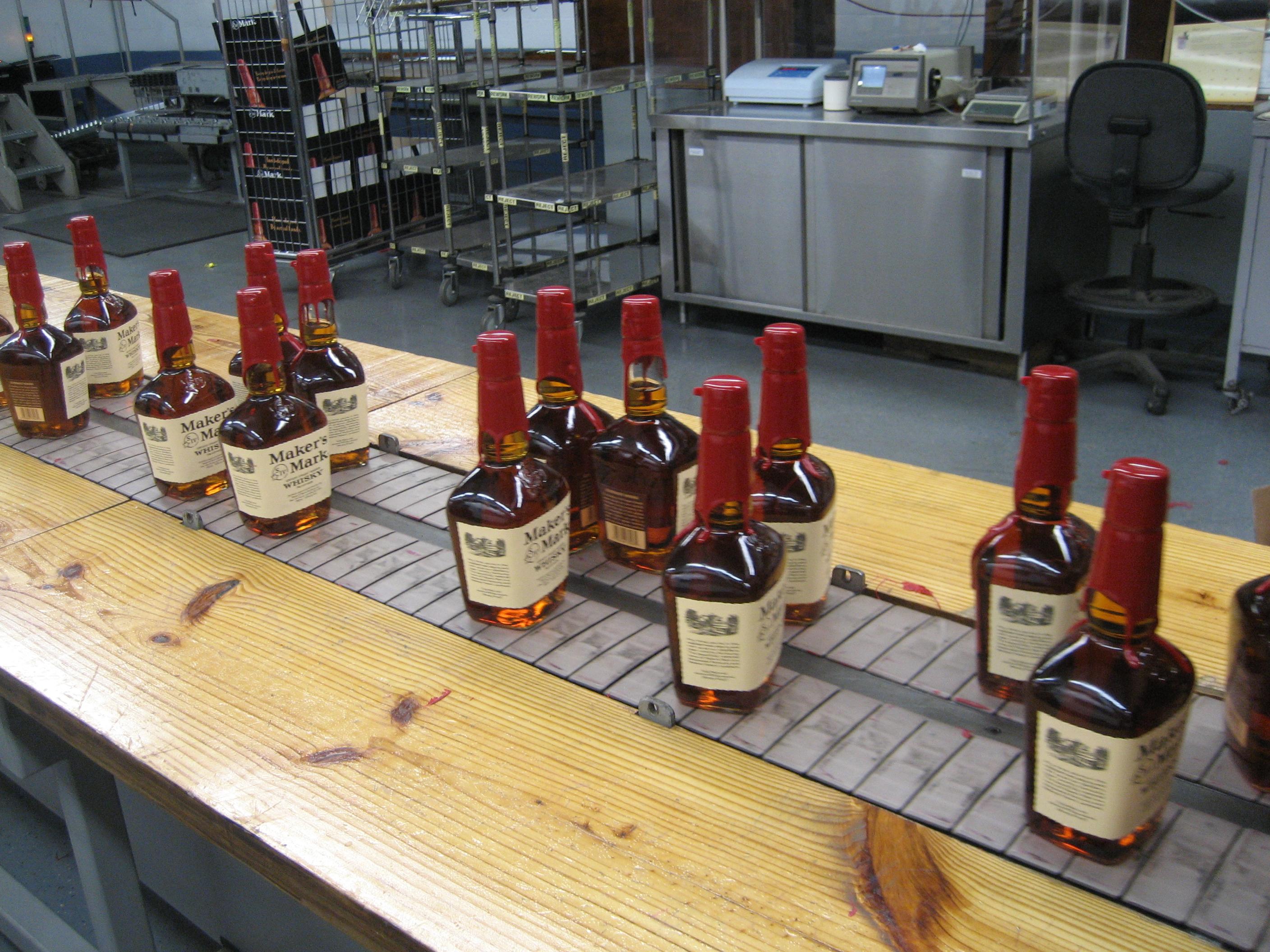
Futószalag a Maker's Mark Kentucky Straight Bourbon Whisky lepárlójában

Az amerikai whisky (az amerikai angolban whiskey) az Amerikai Egyesült Államok területén készült whisky, melyet különböző gabonák cefréjéből párolnak le, majd változó ideig tölgyfahordóban érlelnek Legismertebb típusai a bourbon whisky, a Tennessee whisky és a rozswhisky, de több más, kevésbé népszerű fajtája is létezik. Leggyakoribb alapanyaga a kukorica és a rozs, melyek keveréke (eltérő arányokban, és egy kevés árpamalátával kiegészítve) több amerikai whiskyfajtára is jellemző. Lepárláskor a szeszt általában nem finomítják 80%-nál magasabb alkoholtartalomra, és a legtöbb whiskyt új, belül elszenesített tölgyfahordókban érlelik. Az amerikai kevert whisky ma már aránylag ritka, a részben skót mintára készült malátawhisky viszont a kisüzemi szeszfőzdék kínálatában egyre gyakoribb. Az amerikai whiskynek és fajtáinak nincs kötelező érlelési idejük, de a népszerűbb típusait kötelezően új hordóba kell tölteni, illetve a straight jelzőt csak 2 év érlelés után kaphatják meg.
A bourbon whisky és Tennessee whisky elnevezések a világ több részén is eredetvédelem alatt állnak, például az Európai Unió és az Észak-amerikai Szabadkereskedelmi Egyezmény országaiban és Chilében.
Az Amerikai Egyesült Államokban a whisky szabályozása kevésbé szigorú, mint az Európai Unióban, ezért egyes amerikai whiskyket Európában nem lehet whiskyként forgalomba hozni, és az európai fogyasztók számára ezek jobbára ismeretlenek. Ilyenek például a finomszeszt is tartalmazó amerikai kevert whiskyk, vagy a 3 évnél rövidebb ideig érlelt, illetve érleletlen whiskyk.
Az amerikai whisky története a gyarmati korszak gabonapárlataival kezdődött, ma ismert fajtái pedig – ahogyan más whiskynemzeteknél is – a 19. század során alakultak ki. Neves whiskykészítő államok például Kentucky, Tennessee, Pennsylvania és Virginia – az utóbbi kettő inkább történelmi kontextusban.

## Jogi definíció
A szövetségi törvények a termelők által használt whiskey alak helyett a whisky betűzést alkalmazzák.
Ezek szerint a whisky(t):
- erjesztett gabonapépből készül
- legfeljebb 95% alkoholtartalmúra párolják
- íze, aromája, karaktere olyan, amilyet általában a whiskynek tulajdonítanak
- meghatározatlan ideig tölgyfahordóban kell tárolni (kivéve a kukoricawhiskyt)
- nem kevesebb, mint 40%-os alkoholtartalommal kell palackozni
- különböző whiskyk keveréke is lehet

## Típusok
Alapanyag szerint a következő alaptípusok léteznek:
- Bourbon whisky: legalább 51%-ban kukoricából készül
- Tennessee whisky: olyan straight bourbon whisky, melyet Tennessee államban állítottak elő. Érlelés előtt (és időnként utána is) a legtöbb Tennessee whiskyt cukorjuharból készített, vastag faszénrétegen csepegtetik át, de a Tennessee whisky előállítására nem vonatkoznak külön szabályok, és a faszenes szűrés a bourbon whiskynél is gyakori.
- rozswhisky (rye whisky): legalább 51%-ban rozsból készül.
- búzawhisky (wheat whisky): legalább 51%-ban búzából készül.
- malátawhisky (malt whisky): legalább 51%-ban árpamalátából készül.
- rozsmalátawhisky (rye malt whisky): legalább 51%-ban rozsmalátából készül.
- kukoricawhisky (corn whisky): legalább 80%-ban kukoricából készül (a névadás kötelező!).
- straight whisky: többféle gabonaszem hozzáadásával készül (pl. kukorica, rozs, búza) amelyikből egyik aránya sem éri el az 51%-ot. Legalább 2 évig érlelni kell.
- kevert whisky (blended whisky): legalább 20%-nyi straight whiskyt kell tartalmaznia. Az alkohol többi része lehet egyéb whisky vagy finomszesz, és keverhetők hozzá színező- és ízesítőanyagok is.

Megszorítások:
- mindezen típusokat nem lehet 80%-osnál erősebbre párolni, és új, kiégetett tölgyfahordókban kell őket érlelni (utóbbi nem vonatkozik a kukoricawhiskyre, aminél az égetett fa használata tilos, és lehet érleletlen is)
- az előírttól eltérő hordóban érlelt whiskyk a whisky distilled from XY mash („XY cefréből párolt whisky”) előtaggal értékesíthetőek (például whisky distilled from bourbon mash)
- 80–95% közötti lepárlással a nevük light whisky (ha használt és/vagy elszenesítetlen hordóban érlelték) vagy whisky

Az érlelés és keverés alapján a következő típusok léteznek:
- straight „named” whisky, ahol a „név” a fenti alaptípusok bármelyike (bourbon, rye, corn stb.), amit legalább 2 évig érleltek.
- straight whisky: a fenti straight whiskyk olyan keveréke, amelyik azonos típusú, egy államból származó összetevőkből áll.
- blended „named” whisky: olyan blended whisky, amelyben az egyik fenti nevesített alaptípus legalább 51%-ban van jelen.
- blended straight whisky: straight whiskyk olyan keveréke, amely nem teljesíti a straight whisky definícióját. Tartalmazhat bizonyos megengedett színező és ízesítő anyagokat.
- blended straight „named” whisky: blended straight whisky, amely egyféle típusú („név”), egy államban készült straight whiskyk keveréke.
- könnyű whisky (light whisky): 80%-os alkoholtartalomnál erősebbre lepárolt whisky, amelyet csak akkor szabad új tölgyfahordóban érlelni, ha az nincs kiégetve
- kevert könnyű whisky (blended light whisky): olyan light whisky, amihez legfeljebb 20% straight whiskyt kevertek
- szeszwhisky: (spirit whisky): finomszesz és legalább 5% whisky keveréke.

A „blended” – az európai hagyománnyal ellentétben – elsősorban nem különböző whiskyk keverékét jelenti, hanem egyéb anyagok (ízesítők, színezékek, finomszesz vagy a névben szereplőtől eltérő típusú whisky) hozzákeverését. A névnek nem kell utalnia rá, ha több, azonos típusú whiskyt kevertek össze – azzal a kitétellel, hogy a straight előtag elvész, ha egy nem blended whiskyben több különböző állam whiskyje keveredik.
A prémium márkák a whisky keveretlenségét gyakran single cask vagy single barrel (egy hordóból származó) felirattal jelzik. Ismert még a single batch (egyazon adagból származó) fogalma, de a gyártók gyakran nem tisztázzák, hogy ez pontosan mit jelent – legtöbbször aránylag kevés számú, 10-20 hordóból származó whisky.

## Készítési eljárás

### Cefrézés
A skót whiskyvel ellentétben gyakran nem használnak malátát, hanem csak gabonapépet. A gabona az Európában használt árpa helyett legtöbbször kukorica és rozs keveréke, ezért amerikai whisky íze édesebb, mint a skót vagy az ír whiskyé.

### Lepárlás
A straight whiskyt és a gabonanévvel megnevezett whiskyket nem szabad 80%-nál, a többit 95%-nál erősebbre párolni. A lepárlás azonban lepárlóoszlopban, folyamatos lepárlással történik, így az átlagos skót vagy ír kevert whiskynél teltebb és erősebb, a házasítatlan malátawhiskyknél viszont gyakran lágyabb ízük van.

### Érlelés
A gabonanévvel ellátott típusokat érlelés előtt legalább 62,5%-osra kell hígítani. Ezeket belülről égetett tölgyfahordóban kell érlelni, kivéve a kukoricawhiskyt, aminek tilos égetett fával érintkeznie, és nem is kötelező érlelni. Ha az érlelés legalább 2 évig tart, akkor megkaphatják – de nem kötelező – a straight címkét (pl. straight rye whisky). A közönséges whisky érlelésére nem vonatkoznak szabályok azon túl, hogy tetszőleges időre tölgyfahordóba kell őket tölteni. Külön törvényi előírás, hogy ezek után a whiskynek olyan aromával, ízzel, jellemzőkkel kell rendelkeznie, amelyeket általában a whiskynek tulajdonítanak.

### Palackozás
Legalább 40%-os alkoholtartalommal kell palackozni.

## Története

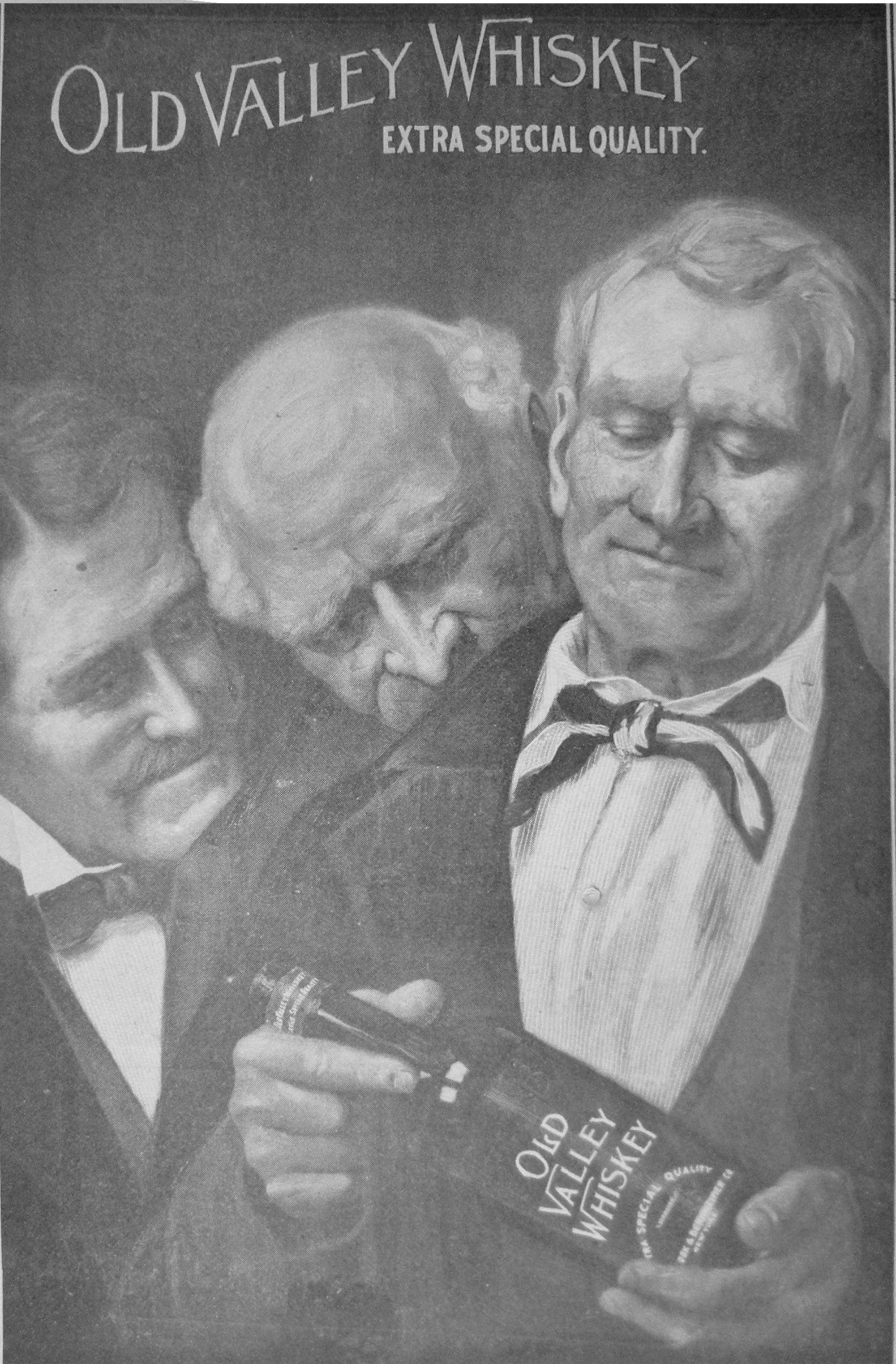
Old Valley Whisky 1905-ben

A whiskyfőzés tudományát skót és ír bevándorlók vitték magukkal az amerikai gyarmatokra a 17. és 18. században. Az árpa kezdetben nem adott jó termést az Újvilágban, ezért nem használtak árpamalátát a whiskyhez. A búza, rozs és kukorica viszont jól termett, így a telepesek ezekből főztek gabonapárlatokat. Habár belülről elszenesített hordókat már több száz éve használtak párlatok tárolására, az amerikai whiskyk ma ismert jellege – ahogyan más whiskyké vagy például a vodkáé is – csak a 19. század folyamán alakult ki.
1791-ben a költségvetés finanszírozása céljából – bár a hivatalos állítás szerint a túlzott alkoholfogyasztás megzabolázása érdekében – a szövetségi kormány adót vetett ki a whiskyre, ami nagy felzúduláshoz, az ún. whiskylázadáshoz vezetett. George Washington 1794-ben 13 ezer fős hadsereget vezetett Nyugat-Pennsylvaniába a lázadás elfojtására. Sokak szerint ez túlzott erődemonstráció volt. Végül két embert ítéltek el árulás címen, de Washington elnök kegyelemben részesítette őket.
Az amerikai lepárlók száma egyre növekedett, 1850-ben a regisztrált lepárlók száma elérte a 3000-et. Ekkor még teljesen kisüsti eljárást alkalmazták, bár ekkor már világszerte ismert volt az Aeneas Coffee ír mérnök által 1831-ben felfedezett, kétoszlopos lepárlórendszer, ami folyamatos lepárlással sokkal nagyobb mennyiségű szeszt állított elő, és egyben erősen finomította is azt. Az új eljárás Skóciában terjedt el először, s a skótok nagy mennyiségű, de jellegtelenebb ízű whiskyvel árasztották el a világpiacot. A 19. század második felében számos amerikai és ír főzde elhatárolódott a skót címkéken használt whisky betűzéstől, és a – korábban sem ismeretlen – whiskey forma vált elterjedtebbé.

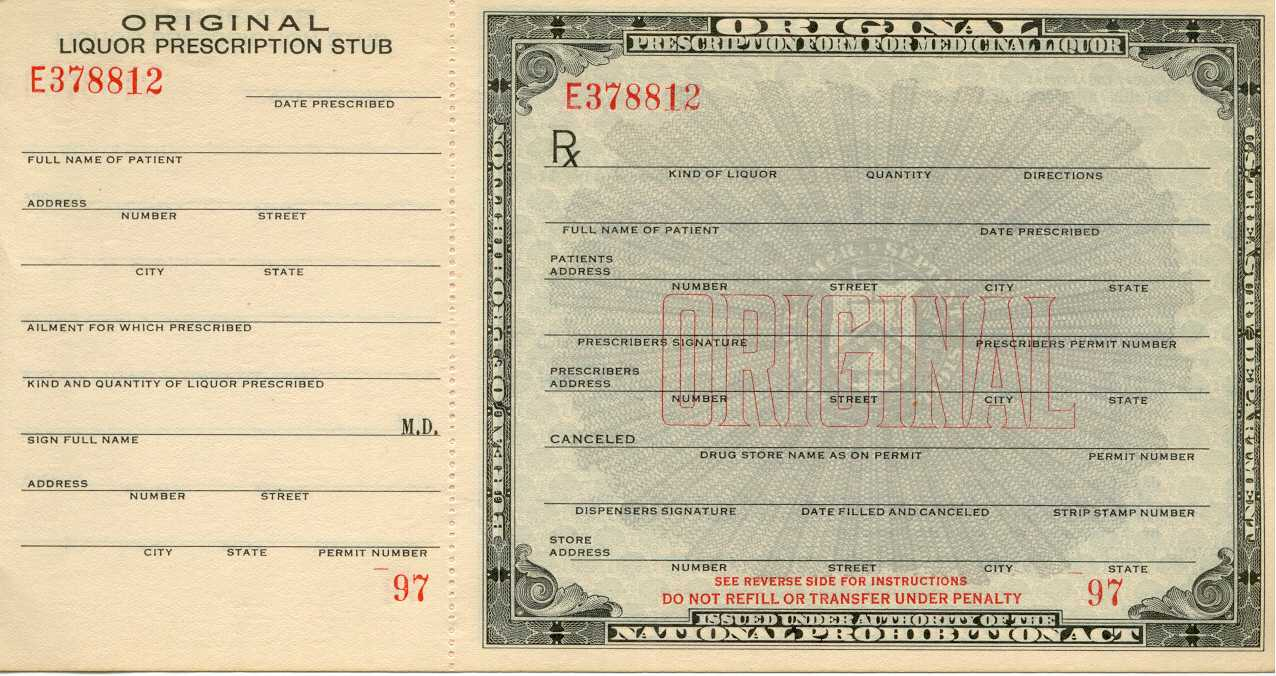
Amerikai orvosi szeszrecept az 1920-as évekből, többnyire whiskyre szólt

Ezután az amerikaiak is alkalmazni kezdték a folyamatos üzemű cefreoszlopot, azonban – a coffey-lepárlóval ellentétben – a finomítást továbbra is kisüst (doubler) végezte, ezért az amerikai gabonawhiskyk nem váltak semleges ízűvé, és a kevert whiskynek nem alakult ki jelentősebb amerikai hagyománya. 1900 körül a whiskytermelés már a mai szintet is elérte. Az első világháború idején sok szeszfőzdét puskaporgyártásra köteleztek, s a whiskyből hiány támadt. 1917-től kezdve folyamatosan kezdték bevezetni egyes államok az szesztilalmat, ami 1919-ben általánossá vált az Egyesült Államokban, mint az alkotmány 18. kiegészítése. A legtöbb szeszfőzde bezárt, csak néhány gyártott alkoholt orvosi célokra. Felfutott viszont a kanadai whisky és a skót whisky, valamint a karibi rum termelése és csempészése. Amerika végül 1933-ban az alkotmány 21. kiegészítésével feladta a szesztilalmat. A második világháború idején azután az amerikai whisky átkelt az óceánon is, az amerikai katonák félgallonos palackokban árulták a német lakosságnak. Ma a legnagyobb tömegben árult amerikai whisky a Jim Beam Kentucky Straight Bourbon Whiskey és a Jack Daniel’s Tennessee Whiskey.

## Külső hivatkozások
- American Whiskey Trail

## Fordítás
Ez a szócikk részben vagy egészben  a   whisky című angol Wikipédia-szócikk fordításán alapul.  Az eredeti cikk szerkesztőit annak laptörténete sorolja fel. Ez a jelzés csupán a megfogalmazás eredetét és a szerzői jogokat jelzi, nem szolgál a cikkben szereplő információk forrásmegjelöléseként.